# Czasomierz balistyczny
Czasomierz balistyczny – urządzenie wykorzystywane do pomiaru prędkości pocisku na określonym odcinku jego trajektorii, najczęściej w początkowej fazie lotu.
Urządzenie to składa się z czasomierza właściwego i dwóch czujników, które sygnalizują przelot pocisku przez wyznaczone punkty toru. Punkty te wyznaczają bazę pomiarową o znanej długości.
Pierwszy czujnik, zazwyczaj umieszczony tuż przy wylocie lufy może sygnalizować przejście pocisku przez linię, gdyż odchylenie od teoretycznego toru jest na tym etapie lotu niewielkie. Czujnikiem tym może być cienki drucik, napięty prostopadle do toru lotu lub pojedyncza fotokomórka. 
Ze względu na nieprzewidziane odchylenia rzeczywistego toru pocisku od idealnego (rozrzut), drugi czujnik musi reagować na przejście pocisku przez pewną powierzchnię. W tym celu stosuje się siatki z połączonych szeregowo drucików, tafle szklane z naniesionymi elementami przewodzącymi, tarcze bezwładnościowe lub inne rozwiązania.
Przed zastosowaniem urządzeń elektronicznych, problemem był dokładny pomiar czasu.

## Odmiany

### Z ruchomymi tarczami
Prawdopodobnie pierwsze urządzenie do mierzenia prędkości pocisku (oprócz wahadła balistycznego) było skonstruowane w 1804 przez Groberta, pułkownika armii francuskiej. Dwie okrągłe tarcze osadzone na wspólnej osi obracały się z dużą prędkością. Pocisk dziurawił obie, a z kąta, o jaki były przesunięte przestrzeliny można było wyznaczyć czas przelotu.
Odmianą był czasomierz skonstruowany przez innego pułkownika armii francuskiej, Dabooza. W tym rozwiązaniu zerwanie drucika na pierwszym punkcie pomiarowym rozpoczynało spadanie ekranu umieszczonego w drugim punkcie. Znak zostawiał pocisk uderzający w ekran.

### Jörgensena-Weibla
Do mierzenia czasu zastosowano kondensator przed badaniem ładowany do napięcia nominalnego. Przelot pocisku przez pierwszy punk powodował włączenie obwodu rozładowującego kondensator, przelot przez drugi punk pomiarowy zatrzymywał rozładowywanie. Znając parametry układu i różnicę między napięciem początkowym i końcowym, można było obliczyć czas przelotu.

### Le Boulenge'a-Bregera
Do wyznaczenia czasu używano spadającego pręta. Przelot pocisku przez pierwszy punkt zwalniał elektromagnes, utrzymujący pręt. Przelot pocisku przez drugi punkt uruchamiał (elektrycznie) specjalny nóż, który nacinał spadający pręt. Mierząc odcinek, o jaki spadł pręt, można było wyznaczyć czas spadania.